# Single-uri Numărul 1 Billboard Hot 100 în 2015
Billboard Hot 100 reprezintă topul oficial al industriei muzicale din SUA prezentat de revista de specialitate Billboard.

## Istoricul Topului
| Data         | Cântec          | Artist                      | Ref.   |
| ------------ | --------------- | --------------------------- | ------ |
| 3 Ianuarie   | "Blank Space"   | Taylor Swift                | [ 1 ]  |
| 10 Ianuarie  | "Blank Space"   | Taylor Swift                | [ 2 ]  |
| 17 Ianuarie  | "Uptown Funk"   | Mark Ronson și Bruno Mars   | [ 3 ]  |
| 24 Ianuarie  | "Uptown Funk"   | Mark Ronson și Bruno Mars   | [ 4 ]  |
| 31 Ianuarie  | "Uptown Funk"   | Mark Ronson și Bruno Mars   | [ 5 ]  |
| 7 Februarie  | "Uptown Funk"   | Mark Ronson și Bruno Mars   | [ 6 ]  |
| 14 Februarie | "Uptown Funk"   | Mark Ronson și Bruno Mars   | [ 7 ]  |
| 21 Februarie | "Uptown Funk"   | Mark Ronson și Bruno Mars   | [ 8 ]  |
| 28 Februarie | "Uptown Funk"   | Mark Ronson și Bruno Mars   | [ 9 ]  |
| 7 Martie     | "Uptown Funk"   | Mark Ronson și Bruno Mars   | [ 10 ] |
| 14 Martie    | "Uptown Funk"   | Mark Ronson și Bruno Mars   | [ 11 ] |
| 21 Martie    | "Uptown Funk"   | Mark Ronson și Bruno Mars   | [ 12 ] |
| 28 Martie    | "Uptown Funk"   | Mark Ronson și Bruno Mars   | [ 13 ] |
| 4 Aprilie    | "Uptown Funk"   | Mark Ronson și Bruno Mars   | [ 14 ] |
| 11 Aprilie   | "Uptown Funk"   | Mark Ronson și Bruno Mars   | [ 15 ] |
| 18 Aprilie   | "Uptown Funk"   | Mark Ronson și Bruno Mars   | [ 16 ] |
| 25 Aprilie   | "See You Again" | Wiz Khalifa și Charlie Puth | [ 17 ] |
| 2 Mai        | "See You Again" | Wiz Khalifa și Charlie Puth | [ 18 ] |
| 9 Mai        | "See You Again" | Wiz Khalifa și Charlie Puth | [ 19 ] |